# The Thin Man Sings Ballads
Albums de Peter Hammill
The Margin +
(2002) Clutch
(2002)
The Thin Man sings Ballads est un album de compilation de Peter Hammill, sorti en 2002.

## Liste des titres
1. Phosphorescence
2. Don't tell me
3. I will find you
4. Tenderness
5. Astart
6. A better time
7. His best girl
8. Touch and go
9. Wendy and the lost boy
10. Just good friends
11. Since the kids
12. Your tall ship